# Anthony Bancarel
Anthony Bancarel est un footballeur français né le 15 mai 1971 à Millau. Il joue au poste d'attaquant de la fin des années 1980 au début des années 2000.
Formé au Toulouse FC, il  évolue ensuite aux Girondins de Bordeaux avec qui il est finaliste de la Coupe UEFA en 1996. Après avoir joué dans cinq autres clubs, il termine sa carrière au Toulouse FC sur un titre de Champion de France de L2 en 2003. Après avoir été entraîneur des joueurs offensifs du centre de formation du club toulousain et commentateur sur TFC TV, il est actuellement entraîneur des U19 nationaux de l’AC Ajaccio.

## Biographie
Anthony Bancarel commence le football à l'âge de sept ans dans son village de Saint-Beauzély puis rejoint l'école de football du Stade Olympique Millavois. Il intègre le sports études de Baraqueville et remporte avec ses coéquipiers de la ligue du Midi-Pyrénées, dont Fabien Barthez, la coupe nationale cadets en 1986. Contacté par l'AS Monaco, le Matra Racing et le RC Lens, il s'engage au Toulouse FC, le club de sa région et intègre alors le centre de formation.
Il fait ses débuts en équipe première le 13 mars 1990 face au FC Sochaux (0-0) et marque pour la première fois la saison suivante face à l'AS Saint-Étienne. Il inscrit lors de ce match un triplé. Il devient titulaire en équipe première lors de la saison 1991-1992 et inscrit six buts en 28 matchs puis 11 buts en 34 matchs de championnat l'année d'après. Il est alors appelé en équipe de France A' par Gérard Houllier et joue le match contre le Venezuela le 7 juin 1993. Les Français l'emportent sur le score de deux à zéro. Il connaît sa dernière sélection avec cette équipe en début de saison 1993 face à la Russie A'. Entré à la 60e minute à la place de Pascal Vahirua, il inscrit, sur pénalty, le cinquième but français d'une victoire cinq à un.
À la suite de la relégation du Toulouse FC en Division 2 en fin de saison 1994, il est transféré aux Girondins de Bordeaux pour 10 millions de francs. Septième avec les Girondins, il remporte la coupe Intertoto et se qualifie ainsi pour la coupe UEFA. Les Bordelais atteignent la finale de cette compétition où ils sont battus par le Bayern Munich, sur le score de cinq à un sur les deux matchs, après avoir éliminé le Betis Séville puis le Milan AC. La saison en championnat est cependant difficile et les Bordelais terminent 16e à quatre points du premier relégable.
Rolland Courbis, le nouvel entraîneur, souhaite le conserver mais il préfère être prêté au SM Caen. Il marque six buts avec les Caennais mais le club est relégué, terminant 17e du championnat. Opéré d'une hernie, Anthony Bancarel ne participe pas à la fin de la saison. En fin de contrat avec les Bordelais, il rejoint alors l'En avant Guingamp mais, après son opération, ne revient qu'en seconde partie du championnat. Il connaît avec les Guingampais une nouvelle descente en division 2 et en novembre 1998, il rompt son contrat. En janvier 1999, il signe avec son club formateur, le Toulouse FC mais il résilie son contrat quelques heures après l'avoir paraphé.
Anthony Bancarel effectue alors un essai dans le club écossais de Kilmarnock FC puis signe au FC Sion en Suisse. Le club termine 9e de la Ligue A et descend en ligue B. Il retourne en France pour la saison 1999-2000 et signe en division 2 à l'US Créteil. Lors de sa seconde saison au club, il n'est plus considéré comme un titulaire, par l'entraîneur cristollien Gernot Rohr, après un match nul, un partout, face au SCO Angers et multiplie les essais au Barnsley FC, à l'UD Las Palmas. Il rejoint finalement l'AC Ajaccio fin janvier 2001 où il marque six buts en 13 matchs.
Anthony Bancarel retourne, pour la saison 2001-2002, au Toulouse FC relégué administrativement en National. Le club qui s'appuie sur ses jeunes joueurs et quelques anciens, Christophe Revault, William Prunier, Stéphane Lièvre et Bancarel, finit troisième du championnat et monte en division 2 puis remporte le championnat de France de L2 en 2003. Les entraîneurs ne comptant plus sur lui pour jouer en Ligue 1 et ne voulant pas être prêté, il met un terme à sa carrière.
Il intègre alors la communication du club et devient commentateur pour la section média du Toulouse FC puis, à partir de 2007, fait partie du staff technique du centre de formation du TFC ou il prend en charge les attaquants. Il obtient en juin 2011 son Brevet d’état d’éducateur sportif (BEES) 2e degré, à Clairefontaine.

## Palmarès
- Finaliste de la Coupe UEFA en 1996 avec les Girondins de Bordeaux.
- Champion de France de L2 en 2003 avec le Toulouse FC.
- Vainqueur de la Coupe Intertoto en 1995 avec les Girondins de Bordeaux.
- Vainqueur de la coupe nationale cadets en 1986 avec la ligue du Midi-Pyrénées.
- 3 sélections en équipe de France A' et 2 sélections en équipe de France Espoirs.

## Distinction
- A eu le mérite de se faire appeler BAMBY un certain soir où la pelouse verglacée lui a permis de faire un grand écart seul devant le gardien adverse.
- Meilleur buteur de la Coupe de France en 1994-1995

## Statistiques
Le tableau ci-dessous résume les statistiques en match officiel d'Anthony Bancarel durant sa carrière de joueur professionnel,.
| Saison               | Club                  | Pays   | Championnat | Championnat | Championnat | Coupes nationales | Coupes nationales | Coupe d'Europe | Coupe d'Europe | Coupe d'Europe |
| Saison               | Club                  | Pays   | Division    | Matchs      | Buts        | Matchs            | Buts              | Type           | Matchs         | Buts           |
| -------------------- | --------------------- | ------ | ----------- | ----------- | ----------- | ----------------- | ----------------- | -------------- | -------------- | -------------- |
| 1989 - 1990          | Toulouse FC           | France | Division 1  | 3           | 0           | -                 | -                 | -              | -              | -              |
| 1990 - 1991          | Toulouse FC           | France | Division 1  | 7           | 3           | 2                 | 1                 | -              | -              | -              |
| 1991 - 1992          | Toulouse FC           | France | Division 1  | 28          | 6           | 2                 | 1                 | -              | -              | -              |
| 1992 - 1993          | Toulouse FC           | France | Division 1  | 34          | 11          | 4                 | 1                 | -              | -              | -              |
| 1993 - 1994          | Toulouse FC           | France | Division 1  | 28          | 3           | -                 | -                 | -              | -              | -              |
| 1994 - 1995          | Girondins de Bordeaux | France | Division 1  | 26          | 5           | 4                 | 3                 | C3             | 1              | 0              |
| 1995 - 1996          | Girondins de Bordeaux | France | Division 1  | 32          | 7           | 4                 | 2                 | CI + C3        | 5+12           | 1+3            |
| 1996 - 1997          | SM Caen               | France | Division 1  | 27          | 6           | 2                 | 1                 | -              | -              | -              |
| 1997 - 1998          | EA Guingamp           | France | Division 1  | 13          | 3           | 3                 | 2                 | -              | -              | -              |
| 1998 novembre→       | EA Guingamp           | France | Division 2  | -           | -           | -                 | -                 | -              | -              | -              |
| janvier→ 1999 - 1999 | FC Sion               | Suisse | Ligue A     | 25          | 7           | ?                 | ?                 | -              | -              | -              |
| 1999 - 2000          | US Créteil            | France | Division 2  | 34          | 9           | 3                 | 0                 | -              | -              | -              |
| 2000 - 2001 janvier→ | US Créteil            | France | Division 2  | 11          | 2           | -                 | -                 | -              | -              | -              |
| janvier→ 2001 - 2001 | AC Ajaccio            | France | Division 2  | 13          | 6           | -                 | -                 | -              | -              | -              |
| 2001 - 2002          | Toulouse FC           | France | National    | 22          | 5           | 2                 | 1                 | -              | -              | -              |
| 2002 - 2003          | Toulouse FC           | France | Division 2  | 18          | 2           | 3                 | 2                 | -              | -              | -              |
| Total                | Total                 | Total  | Total       | 321         | 75          | 27                | 12                | -              | 18             | 4              |